# Ochrotrichia honeyi
Ochrotrichia honeyi är en nattsländeart som beskrevs av Blickle och Donald G. Denning 1977. Ochrotrichia honeyi ingår i släktet Ochrotrichia och familjen smånattsländor. Inga underarter finns listade i Catalogue of Life.